# 모리스 가믈랭
모리스 귀스타브 가믈랭(프랑스어: Maurice Gustave Gamelin, 1872년 9월 20일 ~ 1958년 4월 18일)은 프랑스 육군의 장군이다. 프랑스 공방전 당시, 그는 1940년 5월 17일까지 프랑스 육군을 제대로 지휘하지 못한 것으로 잘 알려져 있다. 그는 제2차 세계 대전 초반에 프랑스군의 총사령관으로 복무했고, 가믈랭은 뛰어나게 똑똑한 사람처럼 비쳐졌다. 그는 심지어 지성과 영리한 마음가짐으로 인해 독일에서조차 존경을 받았다. 몇몇 독일 장교들은 그가 완고하고 예측이 가능하다고 여기고 있었다. 그러나 이러한 사실과 제1차 세계 대전에서의 뛰어난 업적에도 불구하고, 1940년 5월의 중요한 날들 동안 그가 프랑스 육군을 지휘한 것은 재앙적인 것으로 입증되었다. 기자 윌리엄 L. 셰리어는 가믈랭이 제2차 세계 대전에서 제1차 세계 대전의 전투 방식을 사용했으며, 정신력은 약화되었고 대응도 늦었다고 이야기했다.

## 군사 경력
가믈랭은 1891년 상시르 사관학교에 입학했다. 1893년 그는 우등생으로 졸업했다.